# Agir diferente nas mesmas circunstâncias
A habilidade para escolher e agir diferente nas mesmas circunstâncias é um dos dois critérios considerados essenciais para o livre arbítrio libertariano e para a responsabilidade moral. O outro é a existência de possibilidades alternativas para a ação.

## O Passado Fixo e as Leis da Natureza
A ideia de que um agente livre "poderia ter agido diferente" nas "exatas mesmas circunstâncias" é um elemento chave no argumento libertariano do livre-arbítrio.
Porque "poderia ter feito" é uma condição modal, o argumento é sutil. Uma vez concluída a ação, ela cai no "passado fixo", o qual a maioria dos filósofos concordam é agora imutável. Assim, a fim de "ter agido diferente", algo deveria ter sido diferente nos momentos que levaram à decisão e ação.
O argumento gira em torno das condições e tempo para reproduzir "exatamente as mesmas circunstâncias". Alguns filósofos têm defendido que reproduzir as mesmas condições é impossível, no mínimo pelo fato de que o agente teria a memória de estar na situação anterior. Mas por causa do argumento, podemos assumir exatamente as mesmas condições para exibir a liberdade de agir diferente a qualquer momento e não liberdade menor - "agir diferente se o agente decidiu agir diferente", o que requer um passado diferente.
Dadas as "leis da natureza" e o "passado fixo" apenas um instante antes de uma decisão, os filósofos se perguntam como um agente livre pode ter qualquer alternativa possível. Isto é parcialmente devido a que eles imaginam uma linha do tempo para a decisão que reduz o processo de decisão a um único momento.
Colapsando a decisão a um único momento entre o passado fechado e fixo e o futuro aberto e ambíguo torna difícil ver os pensamentos livres da mente seguidos pelas voluntárias e adequadamente determinadas ações do corpo.
Esta ilustração ainda traça uma separação artificial entre a geração criativa e parcialmente aleatória de possibilidades alternativas e a avaliação deliberativa. Estas duas capacidades da mente podem acontecer ao mesmo tempo. Podem ser visualizadas pela decisão ocasional, permitindo o tempo, de voltar e pensar de novo, quando as alternativas disponíveis não são boas o bastante para satisfazer as demandas do caráter e valores do agente.
Este diagrama mostra como dadas "exatamente as mesmas circunstâncias" no final do intervalo do "passado fixo", o agente pode gerar possibilidades alternativas, algumas das quais são geradas indeterministicamente.
Se o agente pode consciente e claramente lembrar as alternativas, ele pode corretamente dizer "eu poderia ter agido diferente". E, mesmo se o processo descrito no diagrama é em grande parte inconsciente e extremamente rápido, se em circunstâncias passadas similares o agente lembra agir diferente, ele pode dizer o mesmo. Por exemplo, Keith Lehrer observou que se existe alguma coisa que ele tenha feito muitas vezes e não feito em outras, pode refletir num instante específico e dizer "nesse caso eu poderia ter agido diferente".

## Criatividade, evolução e agir diferente
Argumentos defensores do livre-arbítrio defendem que se fosse impossível gerar novas possibilidades alternativas para pensamentos e ações, não haveria "nada novo" sob o sol. Logo, todos os artefatos humanos produzidos já estariam implícitos em estágios anteriores do "criador".
Outros destacam a similaridade com a evolução biológica alegando que, caso não houvesse possibilidades alternativas, todas as espécies estariam implícitas nas espécies anteriores em qualquer estágio da evolução. No entanto, alegam eles, existe novidade na evolução, dirigida em parte pelas variações aleatórias no pool de genes, algumas das quais reproduzem espécies existentes e são naturalmente selecionadas.
O argumento acima pode ser resumido ao afirmar que a habilidade para agir diferente é necessária para criar surpreendentes novos comportamentos nos animais e humanos.

## Argumentos dos filósofos
Para apreciar os sutis argumentos dos filósofos ao longo dos séculos sobre esta capacidade no coração do problema do livre arbítrio e determinismo, é crítico estudar suas palavras exatas.

### Thomas Hobbes
No século XVII, Thomas Hobbes disse que a ideia de que alguém poderia alguma vez fazer diferente do que foi realmente feito era uma contradição e nonsense.

   "Eu sustento que a definição ordinária de um agente livre, ou seja, a que um agente livre é tal, quando todas as coisas estão presentes as quais são necessárias para produzir o efeito, pode contudo não produzi-lo, implica numa contradição e é nonsense; tanto quanto dizer que a causa deve ser suficiente, o que é necessário, e ainda o efeito não acontecerá." 

### John Bramhall
Contemporâneo de Hobbes, John Bramhall debateu com ele sobre liberdade, negando a necessidade e não vendo contradição alguma que alguém poderia agir ou não nas mesmas circunstâncias.

"Eu não consigo ver esta nonsense nem descobrir esta contradição. Por estas palavras, 'todas as coisas necessárias' ou 'todas as coisas requisitadas', a determinação de fato da vontade não está incluída... Como ele que tem caneta e tinta e papel, uma mesa, uma escrivaninha, lazer, a arte de escrever, e o livre uso de sua mão, tem todas as coisas necessárias para escrever se quiser; e mesmo assim ele pode se abster se quiser... realmente se a vontade fosse (como [Hobbes] a concebe) exigida extrinsecamente a cada ato de vontade, se ela não tem poder para se abster de querer o que quer mesmo, nem de querer o que ela não quer mesmo, então se a vontade está querendo, algo necessário para a produção do efeito estava querendo.

### David Hume
O entendimento compatibilista de David Hume da liberdade e necessidade é similar ao de Hobbes. A liberdade para agir diferente era "ininteligível", palavra muito comum nos debates modernos entre compatibilistas e libertarianos.

"Creio que podemos dar três razões para a prevalência da doutrina da liberdade, por mais absurda que ela possa ser em um sentido, e ininteligível em outro. Primeira razão. Após termos realizado uma ação, mesmo que reconheçamos ter sido influenciados por considerações e motivos particulares, é difícil persuadirmos a nós mesmos de que fomos governados pela necessidade e de que nos teria sido inteiramente impossível agir de forma diferente - pois a ideia de necessidade parece implicar algo de força, violência e constrangimento, coisas de que não temos consciência ao agir. Poucos são capazes de fazer uma distinção entre a liberdade de espontaneidade, como é chamada na escolástica, e a liberdade de indiferença, ou seja, entre aquilo que se opõe à violência e aquilo que significa uma negação da necessidade e das causas."

### G. E. Moore
G. E. Moore argumentou em 1912, em sua Ética que se poderia agir diferente, mas apenas se se escolhesse agir diferente. Muitos filósofos posteriores acharam esta ideia vazia, já que sob sob o determinismo não se poderia escolher, a menos que o "passado fixo" e/ou as "leis da natureza" fossem diferentes.

   "Deve ser lembrado que a nossa teoria não afirma que um agente poderia alguma vez ter escolhido outra ação além daquela que realmente realizou. Ela apenas afirma que, no caso de todas as ações voluntárias, ele poderia ter agido diferentemente, se tivesse escolhido: não que ele poderia ter feito a escolha. Não afirma, portanto, que certo e errado dependem do que ele pudesse escolher. Quanto a isto, ela não faz afirmação alguma: nem afirma nem nega que dependam. Apenas afirma que dependem do que ele poderia ter feito ou poderia fazer, se escolhesse. Em todo os casos de ação voluntária, um indivíduo poderia, se tivesse escolha logo antes, ter realizado pelo menos uma outra ação. Tal é a definição de uma ação voluntária: e parece quase certo de que muitas ações são voluntárias neste sentido."

### Moritz Schlick
Em "When Is a Man Responsible?", capítulo 6 de seu livro Ethics, Moritz Schlick seguiu Moore na ideia de que ele poderia agir diferente havido a vontade de agir diferente.

"Mais importante que a questão de quando um indivíduo é dito ser responsável é aquela de quando ele mesmo "se sente" responsável... Este sentimento é simplesmente a consciência da liberdade, a qual é meramente o conhecimento de ter agido por seus próprios desejos. E "seus próprios desejos" são aqueles que têm sua origem na regularidade de seu caráter na situação dada e não são impostos por uma força externa... A ausência de uma força externa expressa a si mesmo no bem conhecido sentimento (comumente considerado característico da consciência de liberdade) de que poderia-se também ter agido diferente. Como esta experiência indubitável nunca veio a se tornar um argumento a favor do indeterminismo é incompreensível para mim. Claro que é óbvio que eu deveria ter agido diferentemente tendo desejado outra coisa; mas o sentimento nunca diz que eu também poderia ter desejado outra coisa, mesmo que isso seja verdade, isto é, caso outros motivos estivessem presentes. E diz ainda menos que, sob as exatamente mesmas circunstâncias internas e externas, eu poderia também ter desejado outra coisa."

### C. A. Campbell
Em 1951, C. A. Campbell atacou a afirmação de Moritz Schlick de que o livre-arbítrio era um pseudo-problema, já que não poderia ser logicamente verificável. Ele rejeitou a afirmação de Schlick de que a liberdade implicada pela responsabilidade moral não é mais do que "ausência de coerção" (Liberdade de ação não é liberdade de vontade).  

"Agora isto pode, é claro, ser um erro supor que um indivíduo não é moralmente responsável por um ato, um assunto adequado para exaltação moral e culpa a seu respeito, a menos que ele pudesse ter agido diferente do que fez. Ou, se isto não é um erro, pode ainda ser um erro supor que um indivíduo não poderia ter agido diferente do que fez, no sentido da frase, que é crucial para a responsabilidade moral, sem que ocorra alguma quebra da continuidade causal."

Do ponto de vista da exaltação moral e culpa, ele [Schlick] diria — embora não necessariamente de outros pontos de vista — que é uma questão de indiferença se é devido a alguma restrição externa ou à sua própria natureza que o indivíduo não poderia deixar de fazer o que fez. É o bastante para tornar inúteis a exaltação moral e culpa que em ambos os casos não havia alternativas genuínas, sem possibilidades abertas, diante do indivíduo quando agiu. Ele não poderia agir diferente de como agiu.

Campbell afirma que se alguém deve fazer algo, então implica que poderíamos ter feito algo diferente do que fizemos.

O 'dever' moral implica 'poder'. Se dissermos que A deveria, moralmente, ter feito X, queremos dizer que, em nossa opinião, ele poderia ter feito X. Mas atribuímos culpa moral a um indivíduo apenas por não ter feito o que achamos que deveria moralmente ter feito. Logo, se culparmos moralmente A por não ter feito X, inferimos que ele poderia ter feito X mesmo que, de fato, não pudesse. Em outras palavras, deduzimos que A poderia ter agido diferente de como agiu. E isso significa que deduzimos, como uma condição necessária de um indivíduo ser moralmente censurável, que ele gozava de uma liberdade de um tipo não compatível com a continuidade causal ininterrupta.

### R. E. Hobart
R. E. Hobart (pseudônimo de Dickinson S. Miller) afirmou em 1934 que o livre arbítrio envolvia a habilidade de agir diferente. Seu ensaio é considerado uma das delcarações definitivas de determinismo e compatibilismo. O compatibilismo de Hobart seguiu pontos de referência anteriores definidas por Thomas Hobbes e David Hume, e refinou as visões compatibilistas novecentistas de John Stuart Mill, Henry Sidgwick, e F. H. Bradley.
Escrevendo cerca de seis anos após a descoberta da indeterminância quântica, Hobart não endorsa explicitamente um determinismo estritamente lógico ou físico. Endorsa, sim, a existência de possibilidades alternativas, as quais podem depender de absolutos acasos.

"Quero dizer livre-arbítrio no sentido natural e usual, no máximo, no sentido mais absoluto no qual, para efeitos da vida pessoal e moral, o termo é sempre empregado. Quero dizer a insinuar responsabilidade, mérito e demérito, culpa e abandono. Quero dizer a implicar, após um ato feito, que "poderia-se ter agido diferente" de como se agiu."

"Não estou defendendo que o determinos é verdadeiro; apenas que ele é verdadeiro na medida em que temos livre-arbítrio. Que somos livre em decidir, grosso modo, é um fato da experiência. Este amplo fato é mais garantido que qualquer outra análise filosófica. É, portanto, mais seguro que a sua análise determinística, inteiramente adequado do que parece ser no final. Mas não se afirma aqui que não há pequenas exceções, nenhum leve desvio indeterminado, nenhum ingrediente de absoluto acaso. Tudo o que é dito aqui é que tal falta de determinação, se e na medida em que isto exista, não é ganho de liberdade, mas a absoluta perda dela; nenhuma vantagem à vida moral, mas a vazia subtração de si. Assim, é verdade que, após o ato de vontade, eu poderia ter desejado agir diferente. É mais natural adicionar, 'se eu quisesse'; mas a adição não é necessária. O ponto é o significado de 'poderia'. Eu poderia querer o que fosse. Eu tinha o poder de querer diferente, não havia nada a impedir de o fazer e deveria tê-lo feito se assim o quisesse. Se alguém disser que o desejo que de fato tive impediu minha vontade do diferente e então não poderia assim agir, está meramente patinando no uso da palavra 'poderia'.

### A. J. Ayer
A. J. Ayer discutiu se o livre-arbítrio requer a habilidade de agir diferente, em seusPhilosophical Essays de 1954.

"Quando digo que fiz algo pelo meu próprio livre-arbítrio, está implícito que eu poderia ter agido diferente; e é apenas quando se acredita que eu poderia ter agido diferente que eu sou considerado moralmente responsável pelo que fiz. Não se considera moralmente responsável um homem por uma ação que não estava em seu poder evitar. Mas se o comportamento humano é governado inteiramente por leis causais, não está claro como uma ação que é feita poderia de algum ter sido evitada. Pode-se dizer do agente que teria agido diferente se as causas de sua ação fossem diferentes, mas sendo elas o que foram, parece necessário que ele foi obrigado a agir como agiu. Agora, é comumente assumido tanto que os homens são capazes de agir livremente, no sentido de os fazer moralmente responsáveis, quanto que o comportamento humano é inteiramente governado por leis causais: e é o aparente conflito entre estas duas premissas que dá origem ao problema filosófico da liberdade da vontade.

### J. J. C. Smart
J. J. C. Smart tentou refutar a ideia de livre-arbítrio em seu artigo "Livre-arbítrio, Louvor e Culpa", do livro Mind de 1961. Ele explicou que o "puro acaso" (pelo qual quer dizer indeterminância quântica) existe em certa medida no universo. Mas ele não o utiliza para gerar possibilidades alternativas que permitiriam alguém de fazer diferente. Ao invés disso, ele procura por múltiplos sentidos de "poderia ter agido diferente".

Existem certos eventos que nem mesmo um calculista sobrehumano poderia predizer, seja o quão preciso for seu conhecimento de qualquer região que seja do universo a qualquer tempo anterior... É importante distinguir "puro acaso" de "acaso" ou "acidente". Coisas podem acontecer por acaso ou acidente num universo puramente determinístico... Agora, há talvez um sentido de "não poderia ter agido diferente" no qual uma pessoa poderia ou não ter agido diferente depende se o universo é ou não determinístico... Mas isto não define que se uma pessoa não poderia ter agido diferente neste sentido especial então ela não poderia ter agido diferente em qualquer sentido ordinário. Tomado em qualquer sentido ordinário, dentro de algum contexto da vida cotidiana, "ele poderia ter agido diferente" não tem implicações metafísicas.

### Roderick Chisholm
Roderick Chisholm, em seu artigo de 1964 "Liberdade Humana e o Self" (adaptado de seu ensaio Liberdade e Ação, "poderia ter agido diferente se ele tivesse escolhido diferente" é um estratagema usado, entre outros, por Jonathan Edwards no início da século XVIII. Chisholm diz que lhe falta um terceiro passo para justificar a responsabilidade moral:

   A expressão

   (a) Ele poderia ter agido diferente,

   significa nem mais nem menos que

   (b) Se ele escolhesse diferente, então teria agido diferente. 

Chisholm defende que não poderíamos fazer um inferência para (a) de (b) a menos que possamos também afirmar:

   (c) Ele poderia ter escolhido agir diferente. 

Chisholm conclui que este estratagema para atribuir responsabilidade conflitua com o determinismo.

### Keith Lehrer
Keith Lehrer pensou que poderia provar que alguém que mostrasse que poderia fazer algo (por fazê-lo) poderia igualmente se abster e, portanto, concluir que ele poderia sempre agir diferente. Lehrer considerou este argumento forte o suficiente para constituir uma refutação empírica do determinismo.

    "Eu agora desejo demonstrar que podemos saber empiricamente que uma pessoa poderia agir diferente. Uma pessoa poderia ter agido diferente se ele pudesse ter feito o que não fez. Além disso, se é verdade no presente momento que uma pessoa pode agora fazer o que agora não está fazendo, então, mais tarde, será verdade que poderia ter feito algo neste momento que não fez. Isso, evidentemente, decorre do fato que "poderia" é, às vezes, meramente o passado indicativo de "pode". O que eu quero demonstrar é que algumas vezes sabemos empiricamente que uma pessoa pode fazer num certo momento o que até então não está fazendo e, consequentemente, que ela poderia fazer naquele momento o que não fez. Além disso, podemos obter evidências empíricas de tal maneira que nossos métodos satisfarão os padrões mais rigorosos do procedimento científico."